# Иерихонская конференция
Иерихонская конференция (араб. مؤتمر أريحا‎) — конференция, состоявшаяся в декабре 1948 года в Иерихоне для решения будущего той части Палестины, которая принадлежала Трансиордании в конце арабо-израильской войны 1948 года, под руководством Мухаммеда Али Джаабари. Проиорданские деятели призывали к присоединению Западного берега, включая Восточный Иерусалим, к Иордании.

## История
В октябре 1948 года иорданский король Абдалла начал ряд шагов, направленных на аннексию тех частей Палестины, которые его армия и другие арабские силы захватили и удерживали во время арабо-израильской войны 1948 года.
Первым шагом стала сессия конгресса в Аммане, созванная по инициативе правительства Трансиордании, на которой представители короля Абдаллы и большое количество палестинских беженцев призвали к созыву более широкого палестинского конгресса, чтобы провозгласить палестинское единство и признать короля Абдаллу королём Палестины. 1 декабря 1948 года конференция в Иерихоне призвала к аннексии того, что осталось от Палестины под хашимитской короной, в свете того факта, что оставшаяся палестинская территория фактически находилась под управлением иорданских властей. На конференции присутствовали многочисленные делегации, в том числе мэры Хеврона, Вифлеема, Рамаллы, генерал-губернатора Арабского легиона, военные губернаторы всех округов и другие известные люди. Аудитория оценивалась в несколько тысяч человек.
Было предложено шесть резолюций, но были приняты только четыре. Они содержали следующие положения:
1. Палестинские арабы желают единства Трансиордании и арабской Палестины и поэтому заявляют о своём желании немедленного присоединения арабской Палестины к Трансиордании. Они также признают Абдаллу своим королём и просят его провозгласить себя королём новой территории.
2. Палестинские арабы выражают благодарность арабским государствам за их усилия во имя освобождения Палестины. (Делегаты указали, что целью этого было дать понять арабским государствам, что их работы выполнена).
3. Выражение благодарности арабским государствам за их щедрую помощь и поддержку палестинским арабским беженцам.
4. Примите решение немедленно передать содержание первой резолюции королю.
Кабинет министров и парламент Трансиордании согласились в течение следующих двух недель.

## Реакция

### Поддержка
Палестинская конференция в Рамалле, на которой лично присутствовал король Абдалла 26 декабря 1948 года, заявила о своей поддержке резолюции Иерихонской конференции, как и последующая конференция в Наблусе, призывающая к объединению двух берегов Иордана под хашимитской короной.
Прекращение действия мандата на Палестину дало арабам возможность реализовать своё право на самоопределение. Это означало, что они могли определять свой собственный политический статус и создавать или расторгать союзы между собой или с другими государствами.

### Оппозиция
Лига арабских государств осудила Иерихонскую конференцию, а сирийская пресса сочла её резолюцию нарушением принципа самоопределения. Премьер-министр Ирака Нури ас-Саид призвал короля Абдаллу приостановить свои действия по аннексии, что позволило отложить реализацию планов единства Трансиордании на полтора года. Хадж Амин аль-Хусейни протестовал против мер короля Абдаллы, объявив их недействительными и призвав их бойкотировать, но его голос был проигнорирован.

## Объединение
В частности, видные деятели из Рамаллы и Иерусалима не хотели давать королю Абдалле карт-бланш. Хотя они были готовы признать его монархом, они не желали отказываться от своих претензий на всю Палестину и отказались поддержать его политику консолидации раздела.
Правительство Трансиордании постепенно взяло на себя гражданские функции Западного берега, выплачивая зарплату государственным служащим и поглощая местных губернаторов в состав того, что отныне называлось Иорданским Хашимитским Королевством. В феврале 1949 года в Закон о иорданском гражданстве были внесены правки, согласно которым каждый палестинец имел иорданское гражданство.